# 14619 Plotkin
14619 Plotkin è un asteroide della fascia principale. Scoperto nel 1998, presenta un'orbita caratterizzata da un semiasse maggiore pari a 2,2380940 UA e da un'eccentricità di 0,0805478, inclinata di 4,71237° rispetto all'eclittica.